# Hapsidohedra aspidophora
Hapsidohedra aspidophora är en kräftdjursart som först beskrevs av Wolff 1962.  Hapsidohedra aspidophora ingår i släktet Hapsidohedra och familjen Munnopsidae.
Artens utbredningsområde är havet kring Nya Zeeland. Inga underarter finns listade i Catalogue of Life.